# كأس الصين 2017
بطولة كأس الصين الدولية لكرة القدم 2017 جري ( (بالصينية: 2017年格力中国杯国际足球锦标赛) ) هي البطولة الاولى والافتتاحية لكأس الصين ، وهي بطولة دولية لكرة القدم. تم عقده في الفترة من 10 إلى 15 يناير 2017 في ناننينغ ، قوانغشي ، الصين .
استضاف البطولة الاتحاد الصيني لكرة القدم ، واندا سبورتس هولدينجز ، والمكتب الرياضي لمنطقة قوانغشي ذاتية الحكم لقومية تشوانغ ، وحكومة بلدية ناننينغ ،  وبرعاية شركة جري إلكتريك . 

## المشاركون
في نوفمبر 2016 ، تم الإعلان عن المشاركين. 
| المنتخب              | تصنيفات الفيفا (ديسمبر 2016) |
| -------------------- | ---------------------------- |
| تشيلي                | 4                            |
| كرواتيا              | 14                           |
| آيسلندا              | 21                           |
| الصين (البلد المضيف) | 82                           |

## الملعب
| ناننينغ                                               |
| مركز قوانغشى الرياضي                                  |
| 22 ° 46′01 ″ N 108 ° 23′17 ″ E ° شمالاً 108.388 ° شرقاً |
| السعة: 60.000                                         |

## حكام المباريات
تم اختيار الحكام التالية أسماؤهم لكأس الصين 2017.
الحكام 
-  Fu Ming
-  Ma Ning
-  كيم جونغ-هيوك
-  Ko Hyung-jin

الحكام المساعدون 
-  Cao Yi
-  Ma Ji
-  Kim Young-ha
-  Yoon Kwang-yeol

## المباريات
تم الإعلان عن القرعة الرسمية في 7 ديسمبر 2016.  جميع الأوقات بالتوقيت المحلي ، بتوقيت وسط أمريكا ( UTC + 8 ).

### التصفيات
|  | نصف النهائي          | نصف النهائي          |   |                      | النهائي              | النهائي |
|  |                      |                      |   |                      |                      |         |
|  | 10 January - ناننينغ |                      |   |                      |                      |         |
|  | الصين                | 0                    |   |                      |                      |         |
|  | آيسلندا              | 2                    |   |                      |                      |         |
|  |                      |                      |   |                      |                      |         |
|  |                      |                      |   |                      | 15 January - ناننينغ |         |
|  |                      |                      |   |                      | آيسلندا              | 0       |
|  |                      | تشيلي                | 1 |                      |                      |         |
|  |                      |                      |   |                      |                      |         |
|  |                      |                      |   |                      |                      |         |
|  |                      |                      |   |                      | المركز الثالث        |         |
|  | 11 January - ناننينغ | 11 January - ناننينغ |   | 14 January - ناننينغ | 14 January - ناننينغ |         |
|  | تشيلي (ج.)           | 1 (4)                |   | الصين (ج.)           | 1 (4)                |         |
|  | كرواتيا              | 1 (1)                |   |                      | كرواتيا              | 1 (3)   |

### نصف النهائي
| الصين | 0–2   | آيسلندا                             |
| ----- | ----- | ----------------------------------- |
|       | تقرير | - Finnbogason 64' - Sigurðarson 88' |

| China PR | Iceland |

| تشيلي                                    | 1–1   | كرواتيا                     |
| ---------------------------------------- | ----- | --------------------------- |
| - Pinares 18'                            | تقرير | - Andrijašević 76'          |
| ركلات الترجيح                            |       |                             |
| - Vargas - Galdames - Beausejour - Ramos | 4–1   | - Pivarić - Antolić - Marić |

| Chile | Croatia |

### المركز الثالث
| الصين                                                                    | 1–1   | كرواتيا                                            |
| ------------------------------------------------------------------------ | ----- | -------------------------------------------------- |
| - Wang Jingbin 89'                                                       | تقرير | - Ivanušec 36'                                     |
| ركلات الترجيح                                                            |       |                                                    |
| - يين هونجبو - Chi Zhongguo - فان جياودونغ - Wang Jingbin - Wang Jinxian | 4–3   | - Pivarić - Ozobić - Perošević - Juranović - Mišić |

| China PR | Croatia |

### المباراة النهائية
| آيسلندا | 0–1   | تشيلي       |
| ------- | ----- | ----------- |
|         | تقرير | - Sagal 18' |

| Iceland | Chile |

## الهدافين
هدف واحد
- Wang Jingbin
- سيزار بيناريس
- أنجلو ساغال
- Franko Andrijašević
- لوكا إيفانوسيك
- Aron Sigurðarson
- كغارتن فينبوغاسون